# Crystal Kelly Turnier 1994
Die Crystal Kelly Trophy 1994 war die 1. Auflage dieses Einladungsturniers, das seit 1994 jährlich bis 2011 in der Disziplin Dreiband der Billardvariante Karambolage ausgetragen wurde. Sie fand vom 23. bis zum 29. Mai 1994 in Monte-Carlo statt.

## Spielmodus
Das Turnier wurde im Round-Robin-Modus mit acht Teilnehmern ausgetragen.

## Turnierkommentar
Erster Sieger wurde der Niederländer Dick Jaspers.

## Ergebnisse
| Name              | PP | Pkte | Aufn | GD    | HS |
| ----------------- | -- | ---- | ---- | ----- | -- |
| Torbjörn Blomdahl | 2  | 50   | 25   | 2,000 | 12 |
| Dick Jaspers      | 0  | 33   | 25   | 1,320 | 11 |
| Ludo Dielis       | 1  | 50   | 32   | 1,562 | 9  |
| Marco Zanetti     | 1  | 50   | 32   | 1,562 | 7  |
| Sang Chun Lee     | 2  | 50   | 26   | 1,923 | 9  |
| Aart Gieskens     | 0  | 17   | 26   | 0,653 | 2  |
| Raymond Ceulemans | 2  | 50   | 28   | 1,786 | 15 |
| Richard Bitalis   | 0  | 44   | 28   | 1,571 | 7  |

| Name              | PP | Pkte | Aufn | GD    | HS |
| ----------------- | -- | ---- | ---- | ----- | -- |
| Raymond Ceulemans | 2  | 50   | 32   | 1,562 | 6  |
| Marco Zanetti     | 0  | 38   | 32   | 1,187 | 8  |
| Ludo Dielis       | 1  | 50   | 34   | 1,470 | 6  |
| Richard Bitalis   | 1  | 50   | 34   | 1,470 | 6  |
| Aart Gieskens     | 0  | 34   | 22   | 1,545 | 4  |
| Torbjörn Blomdahl | 2  | 50   | 22   | 2,272 | 14 |
| Sang Chun Lee     | 0  | 33   | 29   | 1,137 | 4  |
| Dick Jaspers      | 2  | 50   | 29   | 1,724 | 9  |

| Name              | PP | Pkte | Aufn | GD    | HS |
| ----------------- | -- | ---- | ---- | ----- | -- |
| Richard Bitalis   | 0  | 35   | 26   | 1,346 | 5  |
| Dick Jaspers      | 2  | 50   | 26   | 1,923 | 9  |
| Ludo Dielis       | 2  | 50   | 20   | 2,500 | 8  |
| Sang Chun Lee     | 0  | 32   | 20   | 1,600 | 8  |
| Aart Gieskens     | 0  | 29   | 27   | 1,074 | 8  |
| Raymond Ceulemans | 2  | 50   | 27   | 1,851 | 11 |
| Torbjörn Blomdahl | 2  | 50   | 18   | 2,777 | 10 |
| Marco Zanetti     | 0  | 25   | 18   | 1,388 | 4  |

| Name              | PP | Pkte | Aufn | GD    | HS |
| ----------------- | -- | ---- | ---- | ----- | -- |
| Marco Zanetti     | 0  | 44   | 33   | 1,333 | 9  |
| Dick Jaspers      | 2  | 50   | 33   | 1,515 | 8  |
| Ludo Dielis       | 2  | 50   | 25   | 2,000 | 7  |
| Aart Gieskens     | 0  | 23   | 25   | 0,920 | 3  |
| Torbjörn Blomdahl | 2  | 50   | 28   | 1,785 | 8  |
| Richard Bitalis   | 0  | 23   | 28   | 0,821 | 4  |
| Sang Chun Lee     | 2  | 50   | 28   | 1,785 | 10 |
| Raymond Ceulemans | 0  | 39   | 28   | 1,392 | 6  |

| Name              | PP | Pkte | Aufn | GD    | HS |
| ----------------- | -- | ---- | ---- | ----- | -- |
| Marco Zanetti     | 0  | 39   | 33   | 1,181 | 8  |
| Richard Bitalis   | 2  | 50   | 33   | 1,515 | 8  |
| Aart Gieskens     | 0  | 15   | 17   | 0,882 | 3  |
| Dick Jaspers      | 2  | 50   | 17   | 2,941 | 15 |
| Ludo Dielis       | 2  | 50   | 31   | 1,612 | 8  |
| Raymond Ceulemans | 0  | 33   | 31   | 1,064 | 10 |
| Torbjörn Blomdahl | 2  | 50   | 29   | 1,724 | 13 |
| Sang Chun Lee     | 0  | 20   | 29   | 0,689 | 8  |

| Name              | PP | Pkte | Aufn | GD    | HS |
| ----------------- | -- | ---- | ---- | ----- | -- |
| Marco Zanetti     | 2  | 50   | 30   | 1,666 | 12 |
| Sang Chun Lee     | 0  | 38   | 30   | 1,266 | 7  |
| Richard Bitalis   | 2  | 50   | 37   | 1,361 | 5  |
| Aart Gieskens     | 0  | 43   | 37   | 1,162 | 11 |
| Ludo Dielis       | 0  | 48   | 28   | 1,714 | 11 |
| Dick Jaspers      | 2  | 50   | 28   | 1,785 | 14 |
| Raymond Ceulemans | 0  | 34   | 32   | 1,062 | 8  |
| Torbjörn Blomdahl | 2  | 50   | 32   | 1,562 | 7  |

| Name              | PP | Pkte | Aufn | GD    | HS |
| ----------------- | -- | ---- | ---- | ----- | -- |
| Sang Chun Lee     | 2  | 50   | 30   | 1,666 | 10 |
| Richard Bitalis   | 0  | 47   | 30   | 1,566 | 5  |
| Marco Zanetti     | 2  | 50   | 27   | 1,851 | 6  |
| Aart Gieskens     | 0  | 26   | 27   | 0,962 | 4  |
| Raymond Ceulemans | 0  | 33   | 23   | 1,434 | 5  |
| Dick Jaspers      | 2  | 50   | 23   | 2,173 | 9  |
| Ludo Dielis       | 2  | 50   | 34   | 1,470 | 5  |
| Torbjörn Blomdahl | 0  | 39   | 34   | 1,147 | 5  |

## Abschlusstabelle
| Platz                      | Name              | MP | Pkte. | Aufn. | GD    | BED   | HS | Preisgeld  |
| -------------------------- | ----------------- | -- | ----- | ----- | ----- | ----- | -- | ---------- |
| 1                          | Dick Jaspers      | 12 | 333   | 181   | 1,839 | 2,941 | 15 | 18.625 US$ |
| 2                          | Torbjörn Blomdahl | 12 | 339   | 188   | 1,803 | 2,777 | 14 | 12.900 US$ |
| 3                          | Ludo Dielis       | 10 | 348   | 204   | 1,705 | 2,500 | 11 | 8.475 US$  |
| 4                          | Raymond Ceulemans | 6  | 289   | 201   | 1,437 | 1,851 | 15 | 8.100 US$  |
| 5                          | Sang Chun Lee     | 6  | 273   | 192   | 1,421 | 1,923 | 10 | 6.500 US$  |
| 6                          | Marco Zanetti     | 5  | 296   | 205   | 1,443 | 1,851 | 22 | 5.700 US$  |
| 7                          | Richard Bitalis   | 5  | 299   | 216   | 1,384 | 1,515 | 8  | 4.500 US$  |
| 8                          | Aart Gieskens     | 0  | 187   | 181   | 1,033 | -     | 11 | 4.600 US$  |
| Turnierdurchschnitt: 1,507 |                   |    |       |       |       |       |    |            |